# お年玉袋
お年玉袋（おとしだまぶくろ）は、正月にお年玉をあげる際にお金（主に紙幣）を入れる袋のこと。紙製のものが多く、名刺大から長形4号封筒のサイズぐらいのものまである。

## 概要
「ポチ袋」（点袋）と呼ばれることもあるが、この「ポチ」は関西方言で「心づけ、祝儀」を意味し、もっぱら京都の旦那衆が祇園等の花街で舞妓などに与える御祝儀を包むために版画商に作らせた祝儀袋のことであった。「ポチ」には「小さな」（これっぽち）という意味があり、「少ないですが」という謙虚な気持ちで与えたのが始まりである。近年では全国共通で「ポチ袋」と呼称される事が多い。
なお、日本では白地が主流だが、中華圏とベトナムでは赤地が主流で、「紅包」「紅包袋」（北京語）、「利是」（広東語）、「リー・シー」（ベトナム語）などと呼ばれる。

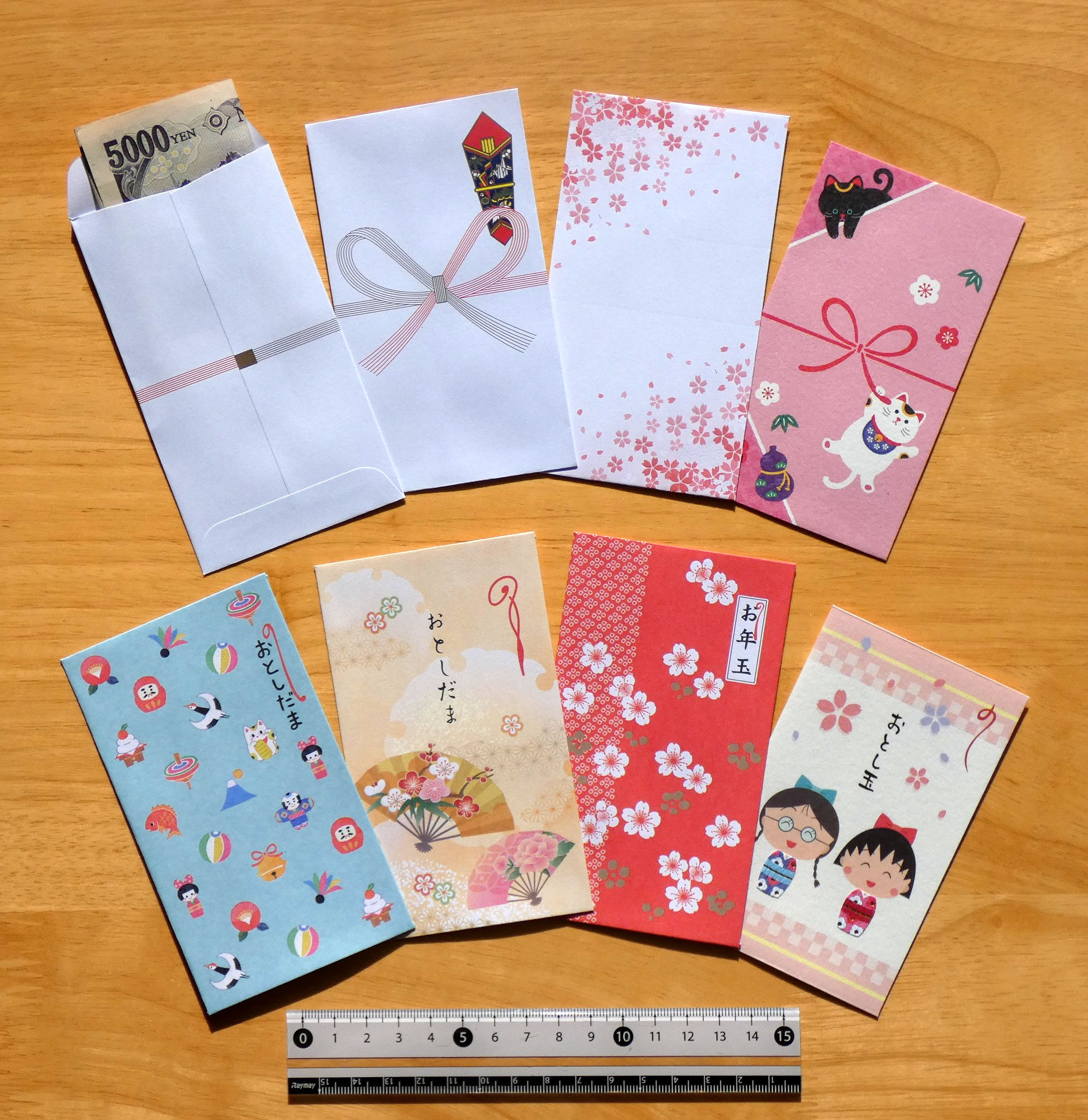
日本のお年玉袋
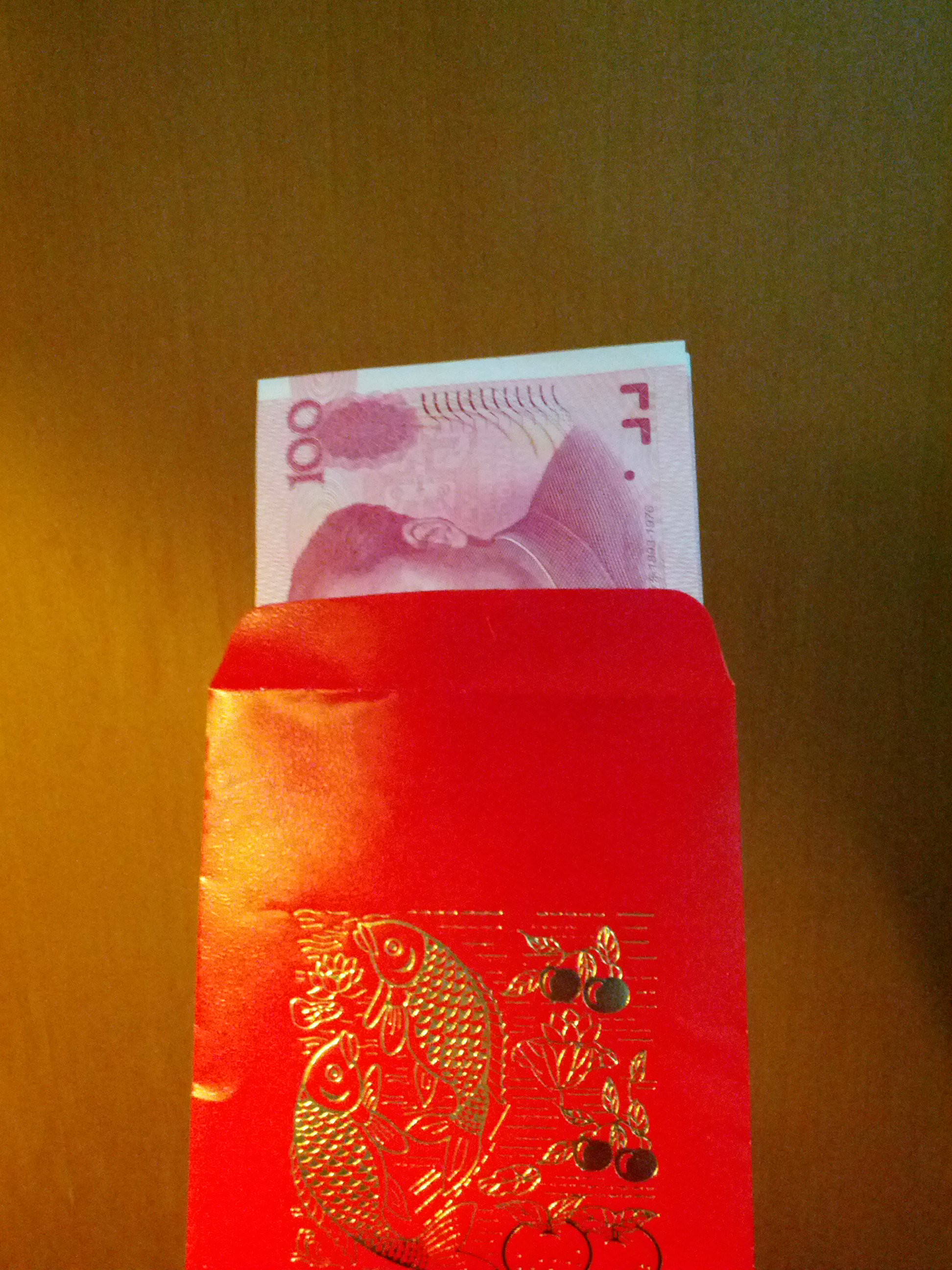
中国の圧歳銭の紅包
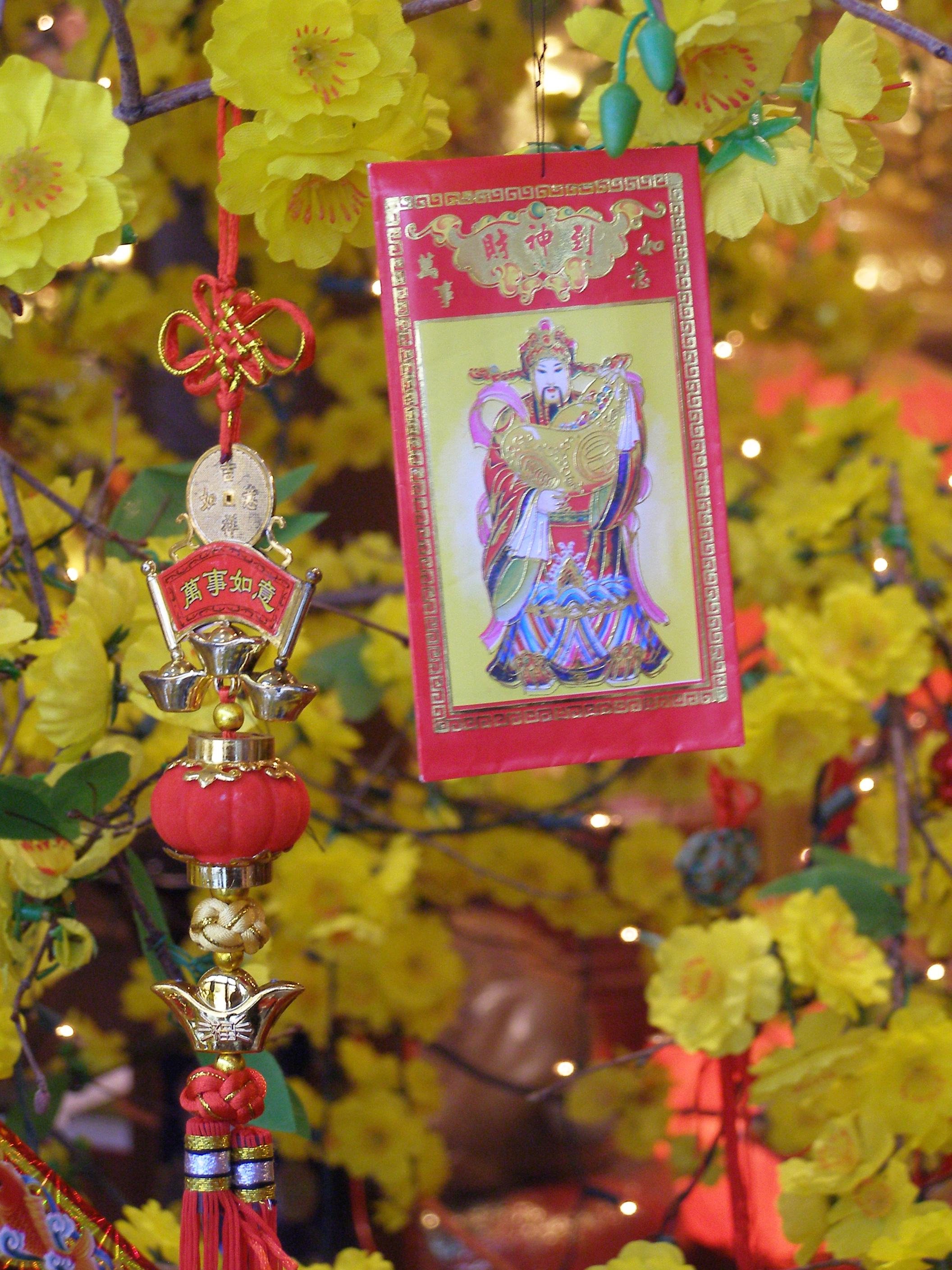
ベトナムのお年玉袋（Lì xì）